# 小鳩のワルツ
『小鳩のワルツ』（ドイツ語: Täuberln-Walzer）作品1は、ヨハン・シュトラウス1世が作曲したウィンナ・ワルツ。

## 解説
1826年に作曲された作品で、当時シュトラウス1世が『二羽の鳩』という名の酒場の庭園で演奏を行っていたことから作曲されることになった。
作品番号が付されたシュトラウス一家の最初の作品であるが、かねてからシュトラウス1世は親友ヨーゼフ・ランナーの名のもとにいくつかの楽曲を手掛けており、実際のところ最初の作品というわけではない。